# RU Волопаса
RU Волопаса (лат. RU Boötis) — одиночная переменная звезда в созвездии Волопаса на расстоянии (вычисленном из значения параллакса) приблизительно 17386 световых лет (около 5330 парсеков) от Солнца. Видимая звёздная величина звезды — от +14,18m до +12,97m.

## Характеристики
RU Волопаса — жёлто-белая пульсирующая переменная звезда типа RR Лиры (RRAB) спектрального класса F. Эффективная температура — около 6799 K.